# Afsūrān
Afsūrān (persiska: افسوران) är en ort i Iran.   Den ligger i provinsen Ardabil, i den nordvästra delen av landet, 500 km nordväst om huvudstaden Teheran. Afsūrān ligger 907 meter över havet och antalet invånare är 300.
Terrängen runt Afsūrān är lite bergig. Runt Afsūrān är det ganska tätbefolkat, med 70 invånare per kvadratkilometer. Närmaste större samhälle är Germī, 14,4 km väster om Afsūrān. Trakten runt Afsūrān består till största delen av jordbruksmark.